# Casa Serra i Corominas
La Casa Serra i Corominas és un edifici del municipi de Vilafranca del Penedès (Alt Penedès) protegit com a bé cultural d'interès local. És un edifici entre mitgeres amb jardí posterior, de planta baixa, dos pisos i terrat. La composició de la façana és simètrica i presenta elements que corresponen al llenguatge del neoclassicisme (cartel·les, capitells, timpà, mènsules, etc).
Aquesta casa està situada davant de l'estació, en la zona d'eixample començat a construir a partir del 1865, en un entorn en constant procés de degradació. Inicialment estava envoltada de jardins laterals i posteriors, i hi havia galeries laterals amb planta baixa i un pis. Més endavant desaparegudes, ja que s'ha construït en ambdós costats blocs d'habitatges.